# جوي لورانس
جوي لورانس هو مصور كندي، ولد في 5 نوفمبر 1989 في لندسي ‏ في كندا.

## وصلات خارجية
- الموقع الرسمي